# 2000年10月逝世人物列表
2000年逝世人物列表：1月 - 2月 - 3月 - 4月 - 5月 - 6月 - 7月 - 8月 - 9月 - 10月 - 11月 - 12月
2000年10月逝世人物列表，是用於匯總2000年10月期間逝世人物的列表。

## 依日期排序

### 1日
- 羅伯特·艾倫，73歲，美國作曲家[1]
- 查理·布魯斯特，83歲，美國棒球運動員。[2]
- René Coicaud，73歲，法國擊劍運動員。[3]
- 羅西·道格拉斯，58歲，多米尼克總理和人權活動家。[4]
- Aristeidis Kollias，56歲，希臘律師、公關人員和民俗學家，死於白血病。
- 盧西亞諾·斯托雷羅，74歲，羅馬天主教會義大利主教。
- 雷金納德·克雷，66歲，英國罪犯，死於膀胱癌。[5]

### 2日
- 尼古拉·費多連科，87歲，蘇聯語言學家、東方學家和外交官。[6]
- 阿馬杜·卡里姆·蓋伊，86歲，塞內加爾政治家。
- 理查·利伯蒂，68歲，美國演員，心臟病發作。
- Elek Schwartz，91歲，羅馬尼亞足球運動員和教練。[7]
- David Tonkin，71歲，澳大利亞政治家，南澳大利亞州州長（1979-1982）。[8]

### 3日
- 克朗代克·比爾，68歲，加拿大職業摔跤手，死於神經肌肉疾病。
- Wojciech Jerzy Has，75歲，波蘭電影導演、編劇和電影製片人。[9]
- 烏多·克魯格（Udo Klug），72歲，德國足球運動員和經理。[10]
- M. M. Mustapha，76歲，錫蘭律師和政治家。
- 本傑明·奧爾（Benjamin Orr），53歲，美國貝斯手和歌手（The Cars），胰腺癌。[11]
- 約翰·沃斯利，81歲，英國藝術家和插畫家。[12]

### 4日
- 拉迪·本·阿卜杜勒塞拉姆，71歲，摩洛哥長跑運動員，奧運會銀牌得主，動脈硬化性心臟病。[13]
- 托菲格·古利耶夫，82歲，亞塞拜然作曲家、鋼琴家和指揮家。[14]
- 糸川照雄，59歲，日本推桿運動員和奧運選手。[15]
- 阿列克謝·伊萬諾維奇·康定斯基，82歲，蘇聯音樂學家。
- 俞國華，86歲，中國政治家，總理（1984-1989），白血病併發症。
- Tin Maung，92歲，緬甸電影演員、導演和製片人。
- 查克·厄特爾（Chuck Oertel），69歲，美國棒球運動員。[16]
- Egano Righi-Lambertini，94歲，羅馬天主教會的義大利主教。
- Ludvík Ráža，71歲，捷克斯洛伐克電影導演。
- 邁克爾·史密斯，68歲，英裔加拿大化學家，諾貝爾獎獲得者。[17]

### 5日
- 利奧波德·巴斯坎特，75歲，奧地利足球運動員。[18]
- Johanna Döbereiner，75歲，巴西農藝師。
- 露絲·埃利斯，101歲，美國LGBT權利活動家。[19]
- Cătălin Hîldan，24歲，羅馬尼亞足球運動員，死於心臟病發。[20]
- 基思·羅伯茨，65歲，英國科幻小說作家，死於多發性硬化症。[21]
- 庫科·桑切斯，79歲，墨西哥歌手、詞曲作者、吉他手和演員，腎衰竭。[22]
- 西德尼·R·耶茨，91歲，美國政治家（來自伊利諾伊州的美國眾議院議員）。[23]

### 6日
- 威廉·邦迪，83歲，美國律師和中央情報局特工。[24]
- 何塞·卡巴尼斯，78歲，法國小說家、歷史學家和地方法官。[25]
- 約翰·T·康納，85歲，美國政府官員和商人，死於白血病。[26]
- 理查·法恩斯沃思，80歲，美國演員和特技演員，中彈自殺身亡。[27]
- 貝爾納多·岡薩雷斯，31歲，西班牙自行車運動員和奧運選手，死於交通事故。[28]
- 约翰·凯勒，71歲，美國籃球運動員。[29]
- Per-Olov Löwdin，83歲，瑞典物理學家。[30]
- K. Gunn McKay，75歲，美國政治家，死於間皮瘤併發症。
- 喬治·亨斯頓·威廉姆斯，86歲，美國神學家。[31]
- 田德望，中國翻譯文學家。

### 7日
- 李如明，86歲，中國政治家薄一波第一任妻子兼元配，薄一波長女薄熙瑩之母。
- 托尼·亞當爾（Tony Adamle），76歲，美國職業橄欖球運動員，癌症。[32]
- 彼得·埃米爾·貝克爾（Peter Emil Becker），91歲，德國神經學家、精神病學家和遺傳學家。[33]
- 萊斯利·基什，90歲，匈牙利裔美國統計學家。[34]
- 沃爾特·克魯平斯基，79歲，二戰期間德國空軍王牌戰鬥機。
- 伊迪絲·羅賓遜，94歲，澳大利亞田徑運動員和奧運選手。[35]

### 8日
- 夏洛特·蘭姆，62歲，英國小說家。[36]
- 弗謝沃洛德·拉裡奧諾夫，72歲，蘇聯和俄羅斯舞臺和電影演員。[37]
- 羅伯特·利茲（Robert M. Leeds），79歲，美國電影剪輯師和電視導演。
- 克拉倫斯·邁爾斯考夫（Clarence Myerscough），69歲，英國小提琴家。
- 米哈伊·波普（Mihai Pop），92歲，羅馬尼亞民族學家。[38]
- 蒂莫西·P·希恩，91歲，美國政治家。
- E. S. Johnny Walker，89歲，美國政治家，死於白血病。

### 9日
- 羅伯特·弗雷德里克·貝內特，73歲，美國律師和政治家，堪薩斯州州長，死於肺癌。[39]
- 大衛·杜克斯，55歲，美國角色演員，死於心臟病發。[40]
- 詹姆斯·哈廷格，75歲，美國空軍上將。
- 查理斯·哈茨霍恩，103歲，美國哲學家。[41]
- 科奇什·拉约什，53歲，匈牙利足球運動員。[42]
- H. R. Loyn，78歲，英國歷史學家。[43]
- 派翠克·安東尼·波特斯，82歲，蘇格蘭維多利亞十字勳章獲得者。
- 約翰·約瑟夫·湯瑪斯·里安，86歲，美國羅馬天主教會主教。[44]

### 10日
- 西丽玛沃·班达拉奈克，84歲，斯裡蘭卡總理，死於心臟病發。[45]
- 費倫茨·法卡斯，94歲，匈牙利作曲家。[46]
- 喬·格雷迪，82歲，美國廣播名人。
- 迪克·克萊因，80歲，美國商人，芝加哥公牛隊創始人。
- 埃米爾·庫里，93歲，墨西哥裔美國佈景設計師。[47]
- 尼古拉·利亚先科，90歲，蘇聯陸軍將軍和戰爭英雄。
- 安布羅吉奧·莫雷利，94歲，義大利公路自行車賽車手。[48]
- 小布魯斯·帕爾默，87歲，美國陸軍將軍。[49]
- 布魯斯·文托，60歲，美國政治家，死於石棉引起的肺癌。[50]

### 11日
- 唐納德·杜瓦，63歲，蘇格蘭政治家，腦出血，死於腦出血。[51]
- 豬瀨博，73歲，日本電氣工程師，死於心臟病發。[52]
- Matija Ljubek，46歲，克羅埃西亞短距離皮划艇運動員和奧運冠軍，被射殺。[53]
- 山姆·奧斯汀，76歲，美國電影剪輯師和導演。
- 彼得羅·帕拉齊尼，88歲，義大利紅衣主教。[54]
- 托馬斯·倫納德·威爾斯，70歲，加拿大政治家，死於癌症。
- 弗雷德·威廉姆斯，71歲，美國橄欖球運動員。[55]

### 12日
- Justo Arosemena Lacayo，70歲，哥倫比亞雕塑家。
- 梅爾文·庫克（Melvin A. Cook），89歲，美國化學家。[56]
- 馬克·薩克塞爾比（Mark Saxelby），31歲，英國板球運動員，自殺。[57]
- 戈登·斯圖爾伯格，76歲，加拿大裔美國電影主管和律師，死於糖尿病相關併發症。

### 13日
- 藤井將雄，31歲，日本棒球運動員。[58]
- 格斯·霍尔，90歲，美國勞工領袖，美國共產黨主席。[59]
- 讓·彼得斯，73歲，美國女演員，死於白血病。[60]
- 賈內爾·辛格，64歲，印度足球運動員。
- 布裡特·伍德曼，80歲，美國爵士長號手。[61]

### 14日
- 阿特·庫爾特，91歲，加拿大冰球運動員。[62]
- 迪諾·迪布拉（Dino Dibra），25歲，澳大利亞有組織犯罪人物，被槍殺。
- 阿巴斯·加拉巴吉（Abbas Gharabaghi），81歲，伊朗陸軍軍官兼參謀長，癌症。
- 大衛·吉尼（David Guiney），79歲，愛爾蘭奧運運動員、體育記者和歷史學家。[63]
- 托尼·羅珀，35歲，美國賽車手，死於賽車事故。
- 維克·施沃爾，75歲，美國橄欖球運動員。[64]

### 15日
- 曼努埃爾·達盧斯·阿方索，83歲，葡萄牙足球經理。
- 康拉德·埃米爾·布洛赫（Konrad Emil Bloch），88歲，德裔美國生物化學家，諾貝爾生理學或醫學獎獲得者，心力衰竭。[65]
- 文森特·坎比（Vincent Canby），76歲，美國電影和戲劇評論家（《紐約時報》），癌症。[66]
- 約翰·珀西瓦爾（John Perceval），77歲，澳大利亞藝術家。[67]
- 魯道夫·索內戈（Rodolfo Sonego），79歲，義大利編劇。[68]

### 16日
- 埃米爾·伯納，93歲，瑞士電影攝影師。
- 梅尔·卡纳汉，66歲，美國律師和政治家（第51任密蘇里州州長）。[69]
- 安東尼奧·費蘭迪斯，79歲，西班牙演員，死於慢性阻塞性肺病。[70]
- David Golub，50歲，美國鋼琴家和指揮家，死於肺癌。[71]
- 蒂托·戈麥斯，80歲，古巴歌手。[72]
- 裡克·傑森，77歲，美國演員，自殺身亡。
- 皮埃爾-蜜雪兒·勒孔特，79歲，法國指揮家。[73]
- 華金·古鐵雷斯·曼格爾，82歲，哥斯大黎加作家，死於心臟衰竭。[74]
- 安東尼奧·魯索，40歲，義大利記者，被謀殺。
- 陆孝彭，80歲，中國飛機設計師。[75]

### 17日
- G. Arthur Cooper，98歲，美國古生物學家。
- 哈裡·庫珀，96歲，英裔美國PGA巡迴賽高爾夫球手。[76]
- 約阿希姆·尼爾森（Joachim Nielsen），36歲，挪威搖滾音樂家和詩人，吸毒過量。
- 里奧·諾梅裡尼（Leo Nomellini），76歲，義大利裔美式足球運動員（三藩市49人隊）和職業足球名人堂成員，中風。[77]
- 伊萬·歐文（Ivan Owen），73歲，英國配音演員，癌症。[78]
- 沃爾特·申森（Walter Shenson），81歲，美國電影製片人、導演和作家。[79]

### 18日
- 布魯斯·比格斯，79歲，紐西蘭語言學家。
- 英加·吉爾，75歲，瑞典電影女演員，死於血管栓塞。
- 裘莉·倫敦，74歲，美國歌手和女演員，死於心臟驟停，中風。[80]
- 西德尼·薩爾科，89歲，美國編劇和電影/電視導演。[81]
- 格温·弗登，75歲，美國女演員，死於心臟病發。[82]

### 19日
- 唐·布萊克，72歲，羅得西亞網球運動員，死於腸癌手術併發症。
- Mahir Domi，85歲，阿爾巴尼亞語言學家和學者。
- 霍滕斯·埃利斯（Hortense Ellis），59歲，牙買加雷鬼音樂家，傳染病。
- 凱·范寧（Kay Fanning），73歲，美國記者和出版商。[83]
- 雪麗·戈雷利克（Shirley Gorelick），76歲，美國藝術家。[84]
- 卡蒂·霍納（Kati Horna），88歲，匈牙利裔墨西哥攝影記者和攝影師。
- 安东尼奥·马斯佩斯（Antonio Maspes），68歲，義大利短跑自行車運動員和奧運獎牌得主。[85]
- 查理斯·珀金斯（Charles Perkins），64歲，澳大利亞原住民活動家和足球運動員，腎功能衰竭。[86]
- 萊奧波爾多·薩沃納，87歲，義大利演員、導演、編舞和編劇。
- 卡爾·斯坦因（Karl Stein），87歲，德國數學家。

### 20日
- 約翰內斯·亞伯拉罕·迪馬拉，84歲，印尼革命家和民族英雄。
- Elisa Galvé，78歲，阿根廷女演員。[87]
- 珍妮·卡斯坦，87歲，荷蘭游泳運動員和奧運選手。[88]
- 卡爾菲·馬丁，90歲，南非軍事指揮官。
- 鮑裡斯·塞登伯格，71歲，蘇聯演員。[89]

### 21日
- 弗蘭基·克羅克，62歲，美國唱片騎師，胰腺癌。[90]
- 艾倫·羅，73歲，紐西蘭出生的英國演員。
- 德克·揚·斯特魯克（Dirk Jan Struik），106歲，荷蘭裔美國數學家和數學史學家。[91]
- 拉爾夫·沃恩（Ralph A. Vaughn），93歲，美國學者、建築師和電影佈景設計師。[92]

### 22日
- Anthony Chinn，70歲，圭亞那演員，現居英國。[93]
- 弗雷德·普拉特·格林，97歲，英國衛理公會牧師和讚美詩作家。[94]
- 讓-呂克·曼達巴，57歲，中非共和國總理，心臟病發作。
- 謝妮婭·安德列耶夫娜·羅曼諾夫公主，81歲，俄羅斯貴族。
- 迪克·斯皮爾斯，62歲，英格蘭足球運動員。
- 漢克·懷斯，82歲，美國棒球運動員。[95]

### 23日
- 本尼·卡爾普，86歲，美國棒球運動員。[96]
- 漢斯·埃特爾，92歲，德國登山家和納粹宣傳員。[97]
- 道格·米爾沃德，69歲，英格蘭足球運動員。[98]
- 馬丁·裡奇，95歲，德國指揮家。[99]
- 尼爾斯·塔普，82歲，瑞典越野滑雪運動員，奧運冠軍。[100]
- 横綱，34歲，美國職業摔跤手，肺水腫。[101]

### 24日
- 特裡·哈斯金斯，45歲，美國共和黨政治家，死於黑色素瘤。[102]
- 西塔拉姆·凱斯裡，80歲，印度政治家和議員。
- Fereydoon Moshiri，74歲，伊朗詩人，死於白血病。
- 西爾維奧·諾托，73歲，義大利電視和電臺主持人，演員。
- Miriam Salpeter，71歲，拉脫維亞裔美國神經科學家。[103]
- 丹尼爾·希恩，83歲，美國羅馬天主教會主教，奧馬哈大主教。[104]
- 小麥克·西蒙斯，67歲，美國藍調音樂家，死於結腸癌。

### 25日
- 卡姆兰·巴吉罗夫，67歲，蘇聯政治家，亞塞拜然共產黨第一書記。
- 唐·弗蘭克·布魯克斯（Don Frank Brooks），53歲，美國藍調音樂家，白血病。
- 阿尔韦托·德米迪，56歲，阿根廷賽艇運動員和奧運獎牌得主。[105]
- 橋本以行，91歲，二戰期間日本潛艇指揮官。
- 伍德·B·凱爾，85歲，美國海軍陸戰隊少將。
- 珍妮·李，61歲，美國爵士歌手、詩人和作曲家，癌症患者。[106]
- 麥康奈爾男爵布萊恩·麥康奈爾，77歲，北愛爾蘭統一派政治家。
- 約翰·辛克萊·莫裡森，87歲，英國古典學家。
- Nejat Saydam，71歲，土耳其電影導演、編劇和演員，來自伊斯坦布爾。[107]
- Robert E. Waldron，80歲，美國政治家。[108]

### 26日
- 赫蘇斯·普恩特·阿爾扎加（Jesús Puente Alzaga），69歲，西班牙演員，心臟病發作。
- 穆里爾·埃文斯（Muriel Evans），90歲，美國女演員，結直腸癌。[109]
- 曼馬斯·納特·古普塔（Manmath Nath Gupta），92歲，印度馬克思主義革命作家和作家。
- 萊拉·金努寧（Laila Kinnunen），60歲，芬蘭歌手。
- 唐納德·拉赫（Donald F. Lach），83歲，美國歷史學家和作家。[110]
- 邁克·羅森，66歲，英國田徑運動員和奧運選手。[111]
- 加德納·蘇爾，86歲，美國作家。

### 27日
- 莉達·巴羅娃，86歲，捷克裔奧地利女演員，納粹部長約瑟夫·戈培爾的情婦，死於帕金森病。[112]
- 沃爾特·貝瑞，71歲，奧地利低男中音。[113]
- 溫斯頓·葛籣南，56歲，牙買加鼓手，癌症。[114]
- 比爾·奧尼爾，90歲，美國橄欖球運動員。[115]
- 拉裡·萊茵，90歲，美國製片人和編劇。
- 斯坦尼斯拉夫·斯文特克，69歲，捷克冰球運動員和教練。[116]
- 比爾·溫賴特，91歲，英國共產主義活動家。
- 克利福德·德懷特·瓦爾多，87歲，美國政治學家。[117]
- 鮑勃·韋希爾，80歲，英國橄欖球運動員。

### 28日
- 方水泉，前臺灣棒球選手、教練，死於多重器官衰竭。
- 安杜哈爾·塞德尼奧，31歲，多明尼加棒球運動員，死於車禍。[118]
- 約瑟夫·費爾德，100歲，德國政治家。
- 多蘿西·胡德，81歲，美國現代主義畫家，死於乳腺癌。
- Aare Laanemets，46歲，愛沙尼亞演員，死於中風。[119]
- 安東尼·李，39歲，美國演員和劇作家，被員警槍殺。
- 邁克爾·派特·墨菲，81歲，愛爾蘭政治家。
- 賈拉尼·納羅，71歲，印尼政治家。
- 弗雷德·C·諾頓，72歲，美國法官和政治家。
- 霍華德·派特森，73歲，美國奧運游泳運動員。[120]
- 伊迪絲·彼得斯，74歲，美國歌手和女演員。
- 歐文·菲力浦斯，95歲，美國漫畫家、插畫家、劇作家和作家。[121]
- Georges Poujouly，60歲，法國演員，癌症。[122]
- 羅伯特·薩默斯，89歲，加拿大政治家。
- 德西奧·蘭達佐·特謝拉，58歲，巴西足球運動員。
- Mapalagama Wipulasara Maha Thera，75歲，斯裡蘭卡佛教僧侶。
- 肯普·托利，92歲，美國海軍軍官和作家，死於中風。[123]

### 29日
- Charles F. Avila，94歲，美國電氣工程師。
- 傑奎琳·布魯梅爾，78歲，法國歌劇女高音。[124]
- 伊莉莎白·埃普，90歲，德國女演員。[125]
- 卡洛斯·瓜斯塔维诺，88歲，阿根廷作曲家。
- 羅爾夫·哈德里希，69歲，德國電影導演和編劇。[126]

### 30日
- 史蒂夫·艾倫，78歲，美國喜劇演員，電視節目主持人和作家，死於交通事故。[127]
- 費爾南多·古鐵雷斯·巴里奧斯，73歲，墨西哥政治家。
- 伊莉莎白·布蘭得利，78歲，英國女演員（加冕街）。
- 瑪麗亞·埃琳娜·加利亞諾，72歲，阿根廷蜘蛛學家。
- 亨利·皮切特，76歲，法國作家和詩人。[128]
- 路易士·斯圖伊特，86歲，荷蘭政治家和醫生。[129]

### 31日
- 比爾·卡爾斯，86歲，加拿大冰球運動員。[130]
- 湯米·英格利希，40歲，北愛爾蘭忠誠的准軍事和政治家，被槍殺。
- 湯瑪斯·吉福德，63歲，美國作家，死於膽管癌。
- Ring Lardner Jr.，85歲，美國記者和編劇，死於癌症。[131]
- 羅伯特·墨菲，74歲，美國律師和法學家，死於神經肌肉疾病。
- 塞繆爾·皮爾斯，78歲，美國政治家。[132]
- Kaj Aage Gunnar Strand，93歲，丹麥天文學家。[133]
- Mike Turnesa，93歲，美國高爾夫球手，七個高爾夫兄弟之一。[134]
- 華月，19歲，日本音樂家，服用鎮靜劑過量而死。